# Seidl-Mühle (Ismaning)

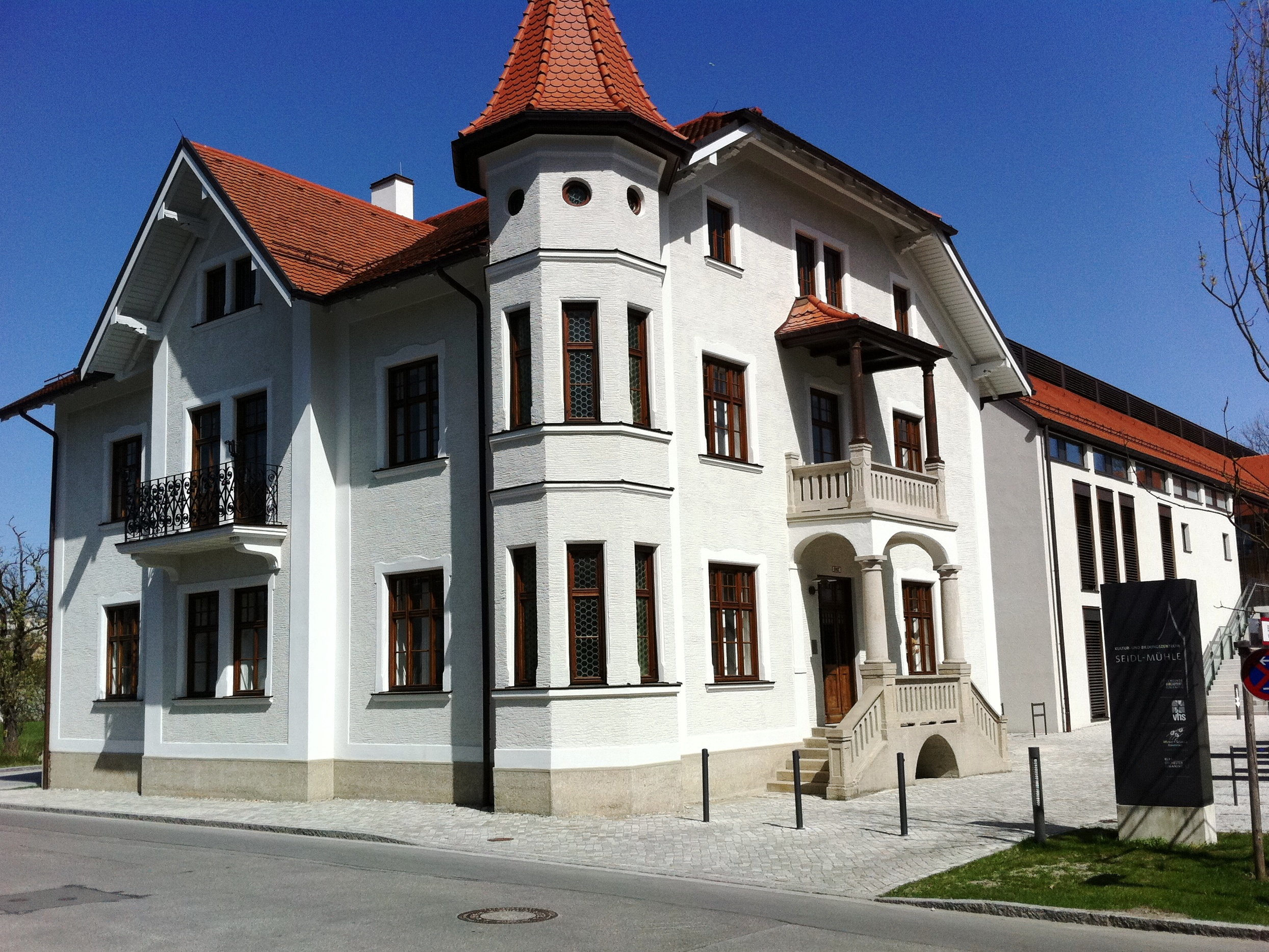
Ehemalige Seidl-Mühle
(heute Kultur- und Bildungszentrum)

Die denkmalgeschützte Seidl-Mühle ist ein früheres Mühlengut und heutiges kommunales Kultur- und Bildungszentrum in Ismaning (Mühlenstrasse 15) im Landkreis München (Aktennummer D-1-84-130-15). Die Anlage ist nach Johann Baptist Seidl benannt, der die Mahl- und Sägemühle am 1. Mai 1858 erworben hat. Eine erste Mühlennutzung des Seebachs an der dortigen Stelle ist seit 1663 nachgewiesen. Das 1832 errichtete und 1905 ausgebaute, villenartige Wohnhaus steht unter Denkmalschutz.
Die Seidl-Mühle war im 19. Jahrhundert eine von zwei Mühlen in Ismaning, der Betreiber der zweiten Mühle gab aber 1898 nach einem Brand den Betrieb zugunsten seiner Gastwirtschaft – dem heute noch existierenden Gasthof zur Mühle – auf. Die Seidl-Mühle erlitt 1905 nach einem Blitzschlag ebenfalls erhebliche Brandschäden, wurde aber wieder aufgebaut und im Bereich des Sägewerks bis 1913 grundlegend modernisiert. Nach einem wirtschaftlichen Niedergang ab den 1920er Jahren endete der zuletzt nur noch aus dem Sägewerk bestehende Mühlenbetrieb im Jahr 1967.
Nach dem Kauf des Anwesens errichtete die Gemeinde Ismaning dort in den Jahren 2007 bis 2009 mit einem Kostenaufwand von knapp 23 Millionen Euro ihr kommunales Kulturzentrum, in dem auf 4400 Quadratmetern Geschossfläche die Gemeindebibliothek, die örtliche Blaskapelle, die Musikschule und Räume für die Volkshochschule untergebracht sind. Das eigentliche Mühlengebäude mit der historischen Gattersäge wurde als Museumsraum erhalten, zusätzlich wurde in einem Zusatzgebäude eine Wasserturbine zur Stromerzeugung installiert.